# 2017年世界陸上競技選手権大会セントルシア選手団
2017年世界陸上競技選手権大会セントルシア選手団は、2017年8月4日から8月13日までイギリスのロンドンで開催された第16回世界陸上競技選手権大会のセントルシア選手団、およびその競技結果。

## 選手団
- 人員: 選手 1人

## 選手名簿・結果
| 選手                   | 種目       | 予選  | 予選 | 決勝     | 決勝     |
| 選手                   | 種目       | 結果  | 順位 | 結果     | 順位     |
| ---------------------- | ---------- | ----- | ---- | -------- | -------- |
| ラヴァーン・スペンサー | 女子走高跳 | 1.89m | 13位 | 予選敗退 | 予選敗退 |